# Habropogon karooensis
Habropogon karooensis là một loài ruồi trong họ Asilidae. Habropogon karooensis được Londt miêu tả năm 2000. Loài này phân bố ở vùng nhiệt đới châu Phi.